# Tapinoma litorale
Tapinoma litorale är en myrart som beskrevs av Wheeler 1905. Tapinoma litorale ingår i släktet Tapinoma och familjen myror.

## Underarter
Arten delas in i följande underarter:
- T. l. cubaense
- T. l. litorale

## Bildgalleri

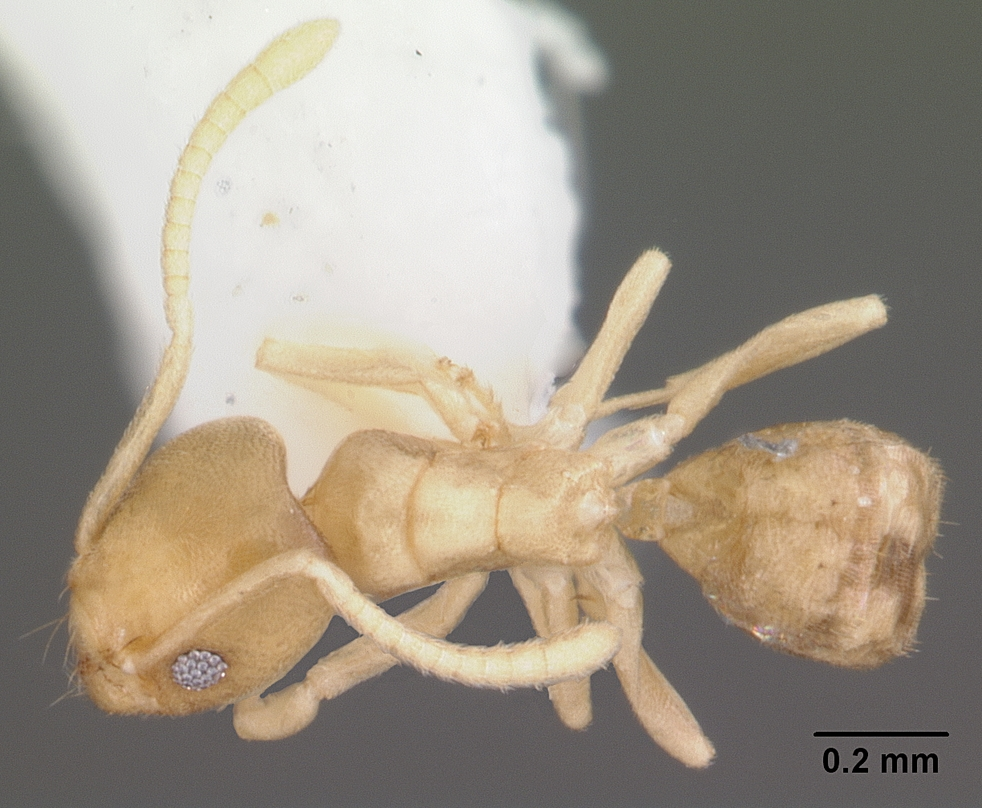
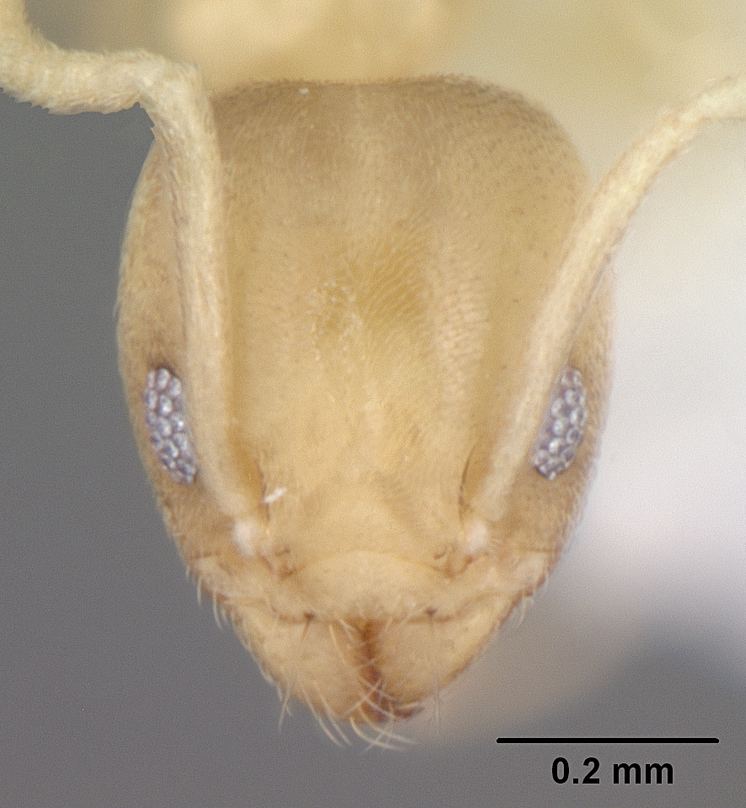
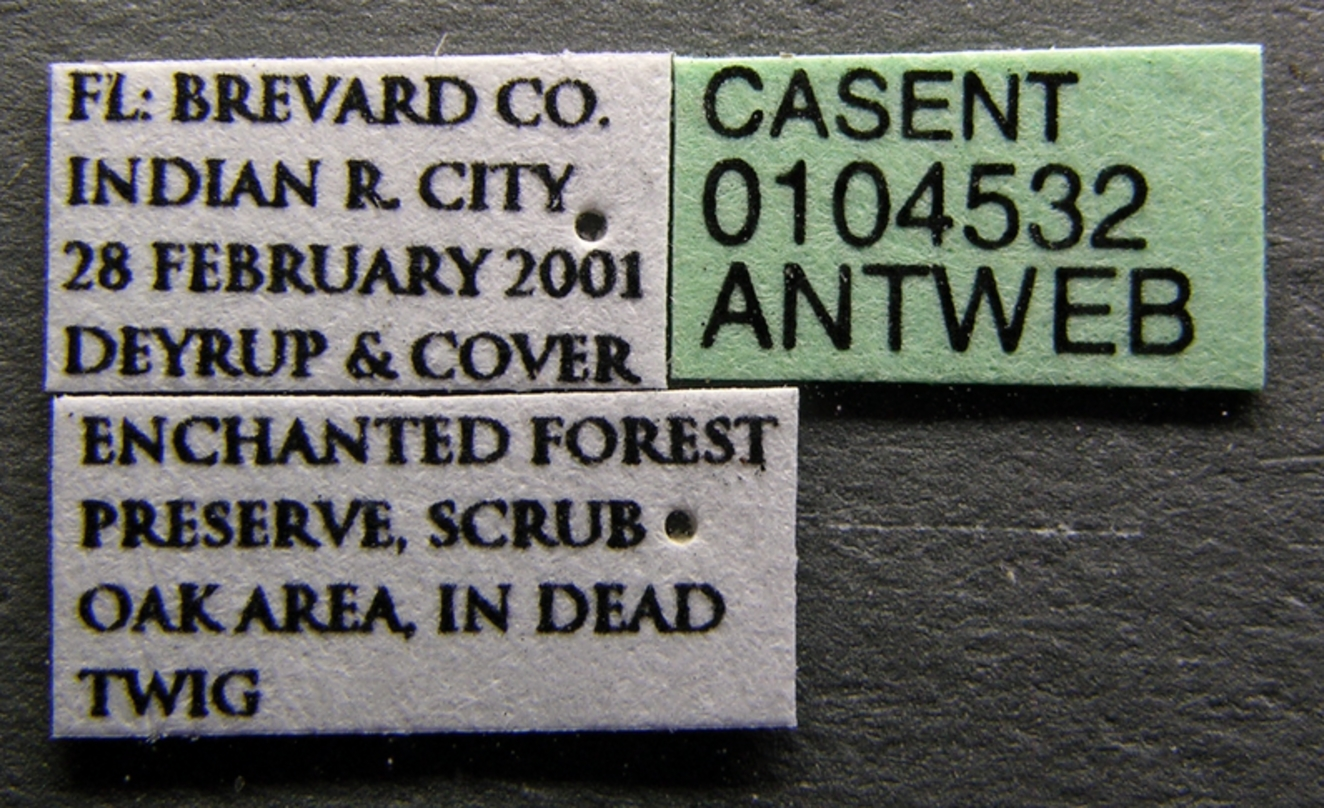
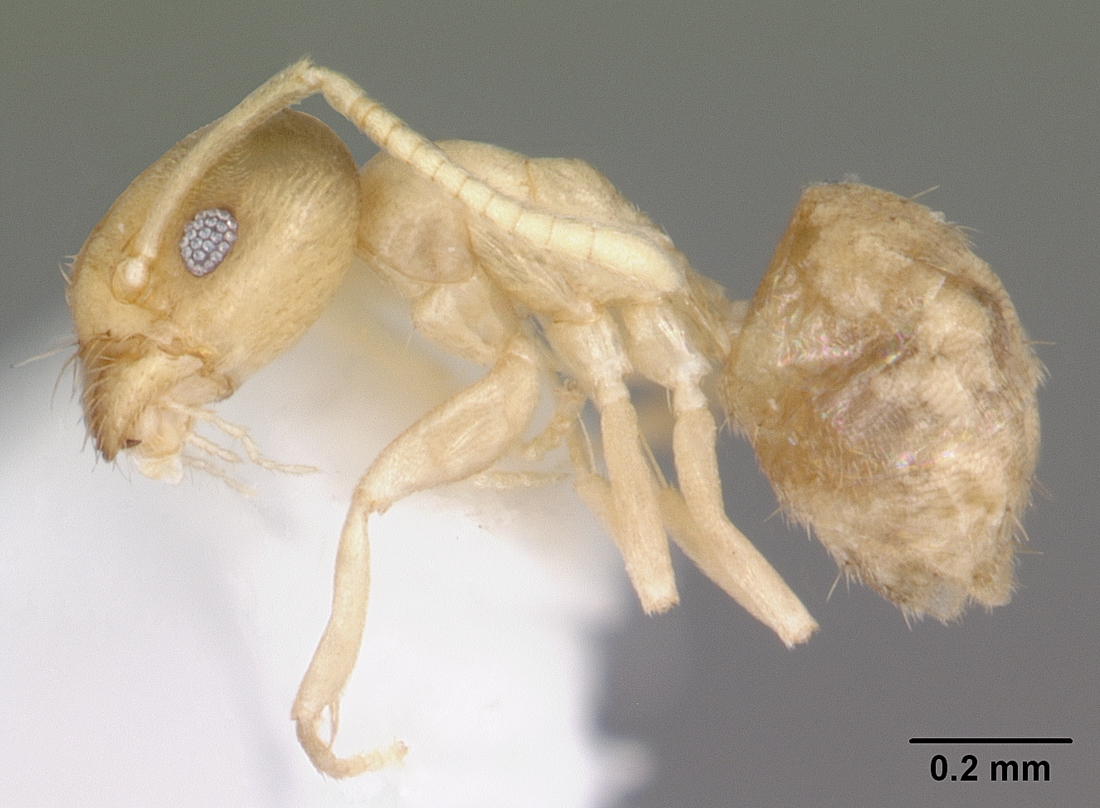
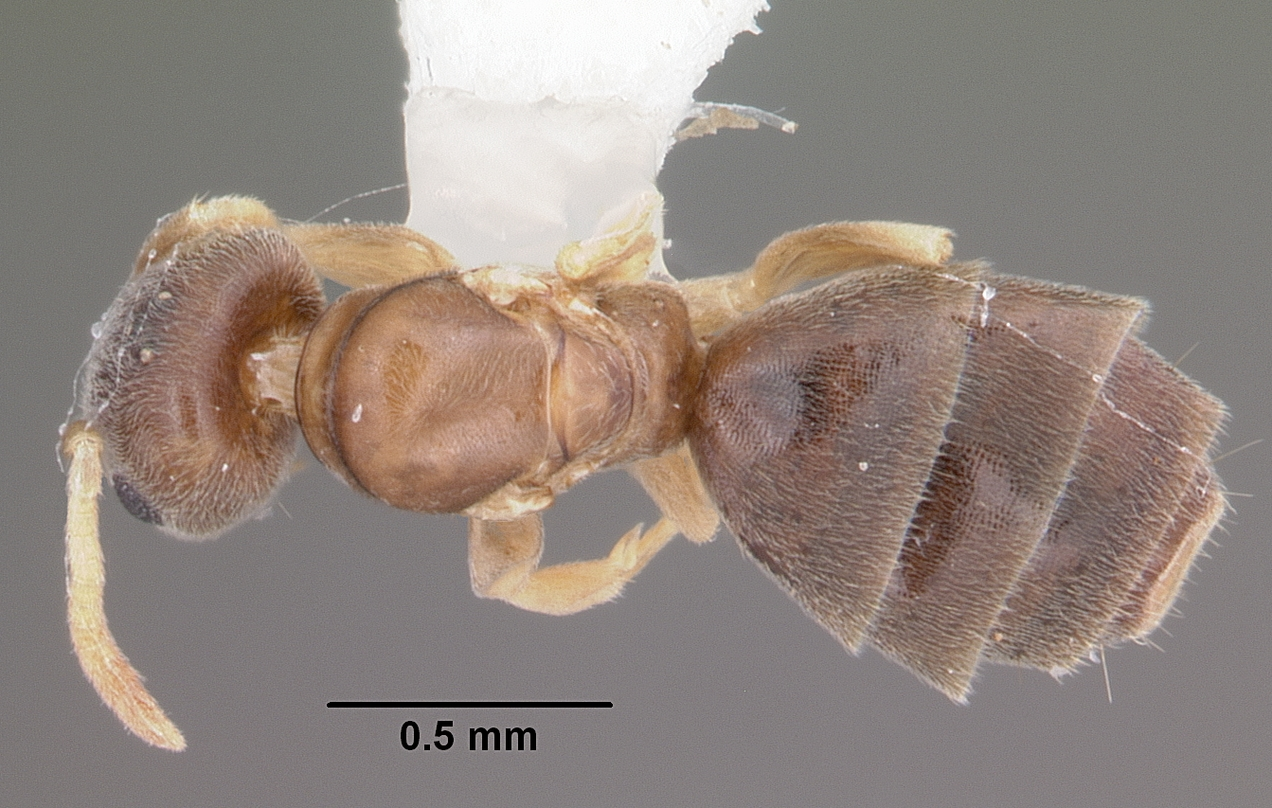
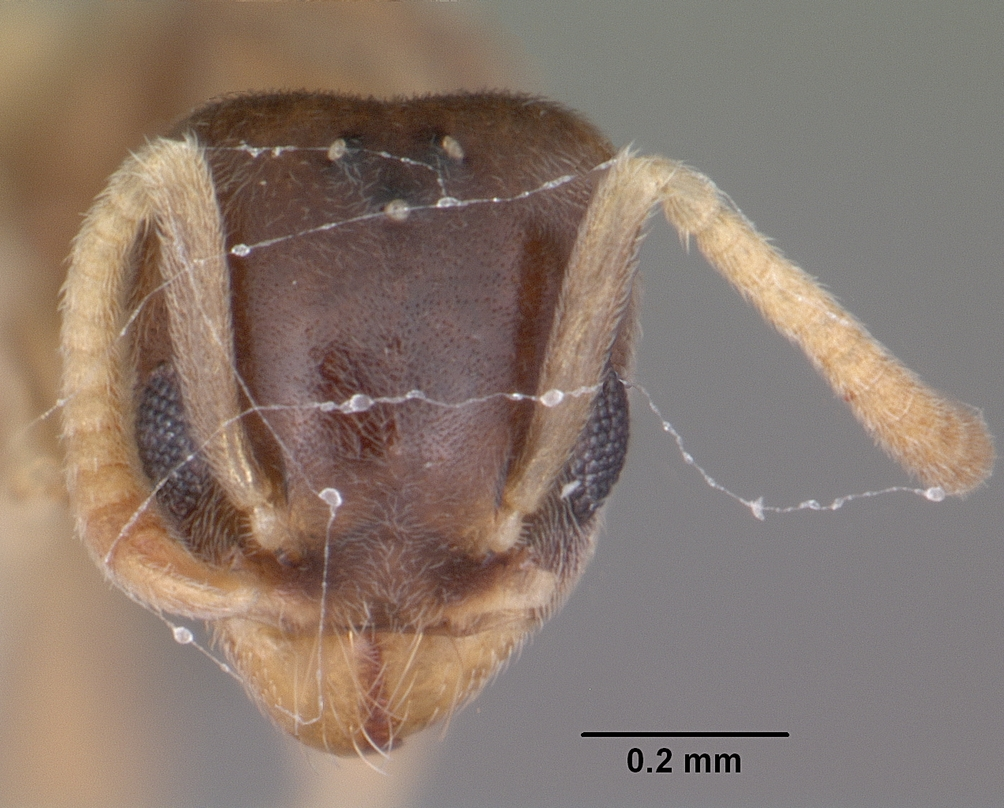